# Charles Casimir Marie Hubert de Bieberstein Rogalla Zawadsky
Charles Casimir Marie Hubert, baron de Bieberstein Rogalla Zawadsky, né à Ruremonde le 24 janvier 1854 et mort à Ruremonde le 22 mars 1929, est un homme politique néerlandais.

## Mandats et fonctions
- Membre de la Seconde Chambre des États généraux : 1897-1901